# Sucker (chanson des Jonas Brothers)
Pour les articles homonymes, voir Sucker.
Singles de Jonas Brothers
First Time (en)
(2013) Cool (en)
(2019)
Sucker est une chanson des Jonas Brothers sortie le 1er mars 2019. Il est le premier single extrait de leur cinquième album Happiness Begins.

## Promotion
Alors qu'il s'était séparé en 2013, le groupe annonce son retour en 2019 avec un teaser de l'émission Late Late Show de James Corden qui leur est consacrée pendant la semaine du 4 mars 2019. Lors de la dernière émission, le 7 mars, ils interprètent le single pour la première fois à la télévision pendant la rubrique Carpool Karaoke.
Un compte Instagram est créé pour le groupe à l'occasion de la sortie du single et récolte 1.8 million d'abonnés en 48 heures.

## Clip vidéo
Le clip vidéo est posté le jour de la sortie du single, le 1er mars 2019. Tourné à Hatfield House, il met en scène les Jonas Brothers aux côtés de leurs compagnes Priyanka Chopra, Sophie Turner et Danielle Jonas (en),,, dans une vidéo inspirée de l'univers d'Alice au pays des merveilles. Une semaine après sa mise en ligne, il comptabilise 16 millions de vues.

## Accueil commercial
Aux États-Unis, le single atteint la deuxième place du top des téléchargements d'iTunes le jour de sa sortie, derrière Shallow de Lady Gaga et Bradley Cooper, puis prend la première place de ce classement quelques jours plus tard. La semaine de sa sortie, il se classe à la première place du Billboard Hot 100 et est le premier single du groupe à atteindre cette position et le troisième à atteindre le top 10. Durant cette première semaine, le single comptabilise 43.7 millions d'écoutes en streaming et 88 000 ventes digitales aux États-Unis,.

## Classements
| Classement (2019)                       | Meilleure position |
| --------------------------------------- | ------------------ |
| Allemagne (GfK Entertainment)           | 20                 |
| Australie (ARIA)                        | 1                  |
| Autriche (Ö3 Austria Top 40)            | 7                  |
| Belgique (Flandre Ultratop 50 Singles)  | 9                  |
| Belgique (Wallonie Ultratop 50 Singles) | 7                  |
| Canada (Hot 100)                        | 1                  |
| Canada (CHR/Top 40)                     | 9                  |
| Canada (Hot AC)                         | 14                 |
| Danemark (Tracklisten)                  | 4                  |
| Écosse (OCC)                            | 6                  |
| Espagne (PROMUSICAE)                    | 25                 |
| États-Unis (Hot 100)                    | 1                  |
| États-Unis (Adult Contemporary)         | 28                 |
| États-Unis (Adult Pop Songs)            | 9                  |
| États-Unis (Dance Club Songs)           | 47                 |
| États-Unis (Pop Airplay)                | 1                  |
| États-Unis (Dance/Mix Show Airplay)     | 1                  |
| Finlande (Suomen virallinen lista)      | 15                 |
| France (SNEP)                           | 40                 |
| France (SNEP Ventes)                    | 10                 |
| Hongrie (Rádiós Top 40)                 | 2                  |
| Hongrie (Stream Top 40)                 | 2                  |
| Irlande (IRMA)                          | 2                  |
| Israël (Media Forest)                   | 2                  |
| Italie (FIMI)                           | 35                 |
| Norvège (VG-lista)                      | 4                  |
| Nouvelle-Zélande (RMNZ)                 | 1                  |
| Pays-Bas (Nederlandse Top 40)           | 6                  |
| Pays-Bas (Single Top 100)               | 16                 |
| Pologne (ZPAV)                          | 22                 |
| Portugal (AFP)                          | 10                 |
| Tchéquie (IFPI Rádio)                   | 2                  |
| Roumanie (Romanian Radio Airplay)       | 38                 |
| Royaume-Uni (UK Singles Chart)          | 10                 |
| Slovaquie (IFPI Rádio)                  | 79                 |
| Slovénie (SloTop50)                     | 24                 |
| Suède (Sverigetopplistan)               | 24                 |
| Suisse (Schweizer Hitparade)            | 12                 |

## Certifications
| Région | Certification | Ventes/Streams |
| --- | ------------- | -------------- |
| Australie (ARIA) | 2 × Platine   | 140 000^       |
| Canada (Music Canada) | 2 × Platine   | 160 000^       |
| Nouvelle-Zélande (RMNZ) | Platine       | 30 000*        |
| Royaume-Uni (BPI) | Or            | 400 000‡       |
| *Ventes selon la certification ^Mise en rayon selon la certification xNon précisé par la certification ‡ventes/streaming selon la certification |               |                |